# Stella Vordemann
Stella Vordemann (1965) è un'attrice italiana.

## Biografia
Stella Vordemann è una attrice professionista dal 1983, ha recitato in teatro, televisione, cinema. Il suo esordio cinematografico avviene nel film Amori in corso  con la regia di Giuseppe Bertolucci. Nel 1994 è la protagonista del film Ultimo confine diretto da Ettore Pasculli. 
Diviene nota al pubblico nel 2006 per la sua partecipazione alla soap opera Sottocasa dove interpreta il ruolo di Livia Desideri Zoia.

## Filmografia

### Cinema
- Amori in corso, regia di Giuseppe Bertolucci (1989)
- Cena alle nove, regia di Paolo Breccia (1991)
- Il grande cocomero, regia di Francesca Archibugi (1993)
- The Sandman (E.T.A. Hoffmanns Der Sandmann), regia di Eckhart Schmidt (1993)
- Ultimo confine, regia di Ettore Pasculli (1994)
- L'odore della notte, regia di Claudio Caligari (1998)
- Codice Omega, regia di Robert Marcarelli (1999)
- Domani, regia di Francesca Archibugi (2001)
- Quo Vadis, Baby?, regia di Gabriele Salvatores (2005)

### Televisione
- Una vita in gioco 2 (1992) – film TV
- Un posto al sole (1997) – serie TV
- Geliehenes Glück (1997) – film TV
- Sottocasa (2006) – serie TV